# Kokotów
Kokotów – wieś w Polsce, położona w województwie małopolskim, w powiecie wielickim, w gminie Wieliczka.
W roku 2021 w Kokotowie mieszkało 2627 osób, z czego 51,4% mieszkańców stanowiły kobiety, a 48,6% mężczyźni.
| SIMC    | Nazwa             | Rodzaj    |
| ------- | ----------------- | --------- |
| 0340836 | Folwark           | część wsi |
| 0340842 | Parcele           | część wsi |
| 0340859 | Pod Wałem         | część wsi |
| 0340865 | Ulica Jana        | część wsi |
| 0340871 | Ulica Kocia       | część wsi |
| 0340888 | Kolonia - Hektary | część wsi |
| 0340894 | Zalesie           | część wsi |

W latach 1975–1998 wieś położona była w województwie krakowskim.
W Kokotowie istnieje od 1956 roku Koło Gospodyń Wiejskich, Stowarzyszenie Przyjaciół Kokotowa, pod którego patronatem działa Dziecięcy Zespół Folklorystyczny, klub piłkarski LKS Strażak Kokotów. Znajduje się tutaj przystanek kolejowy, przez który przebiega linia kolejowa 91 Kraków Główny – Medyka.
W 2015 we wsi odkryto cmentarzysko kultury łużyckiej. W tym samym roku zakończono budowę pierwszego obiektu w Wielickiej Strefie Aktywności Gospodarczej – Parku Logistycznego Kraków Kokotów. Obecnie park składa się z 4 hal magazynowych i nadal budowane są następne.

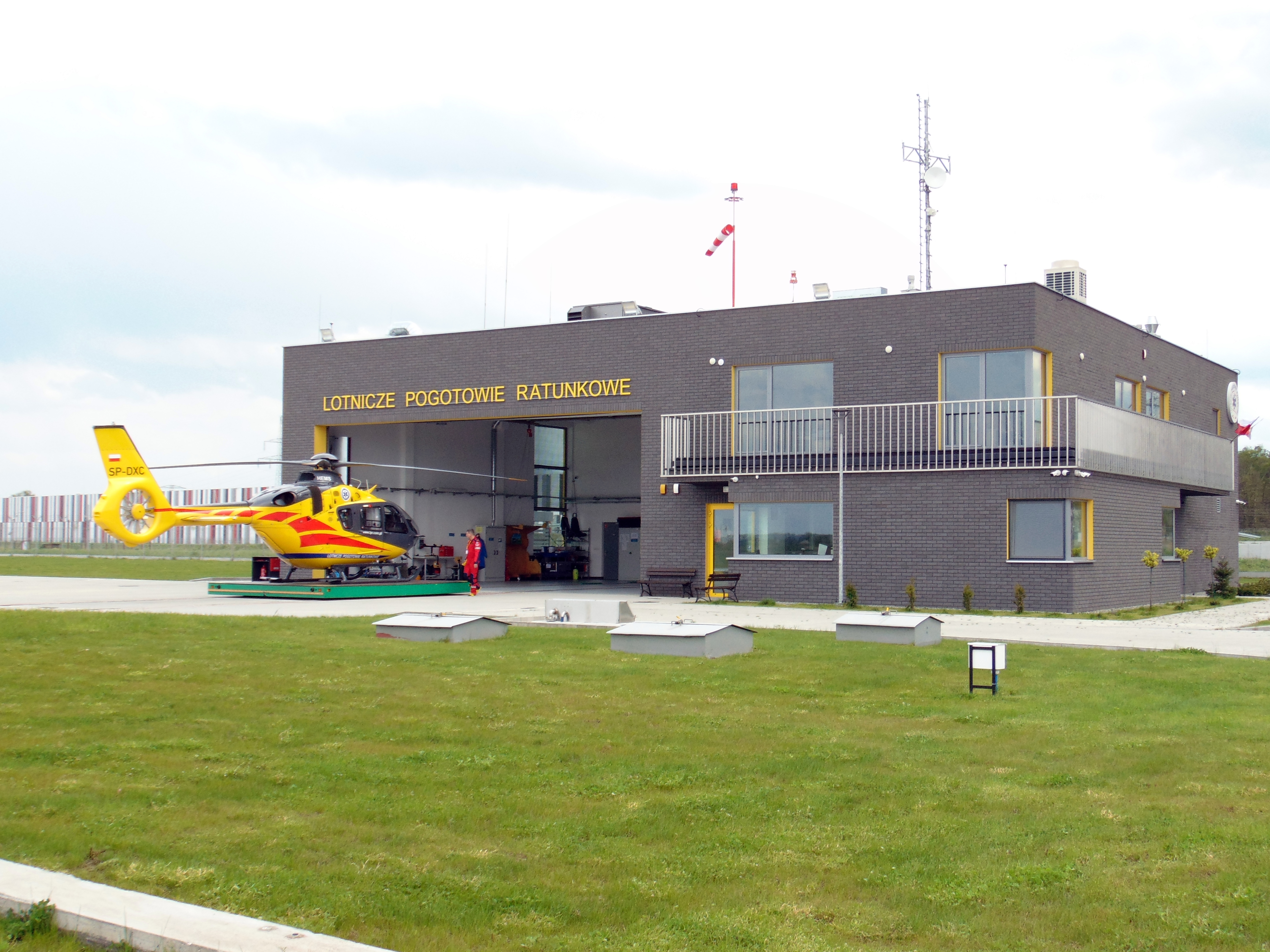
Baza Lotniczego Pogotowia Ratunkowego w Kokotowie

W 2016 roku na terenie Wielickiej Strefy Aktywności Gospodarczej w Kokotowie na Campusie Misericordiae miały miejsce główne uroczystości Światowych Dni Młodzieży 2016.
Na terenie Kokotowa wybudowano bazę Lotniczego Pogotowia Ratunkowego, na terenie bazy znajduje się lądowisko Kraków-Kokotów z którego od lipca 2022 roku wykonują loty śmigłowce sanitarne.